# Eudendrium
Eudendrium är ett släkte av nässeldjur som beskrevs av Ehrenberg 1834. Eudendrium ingår i familjen Eudendriidae.

## Bildgalleri

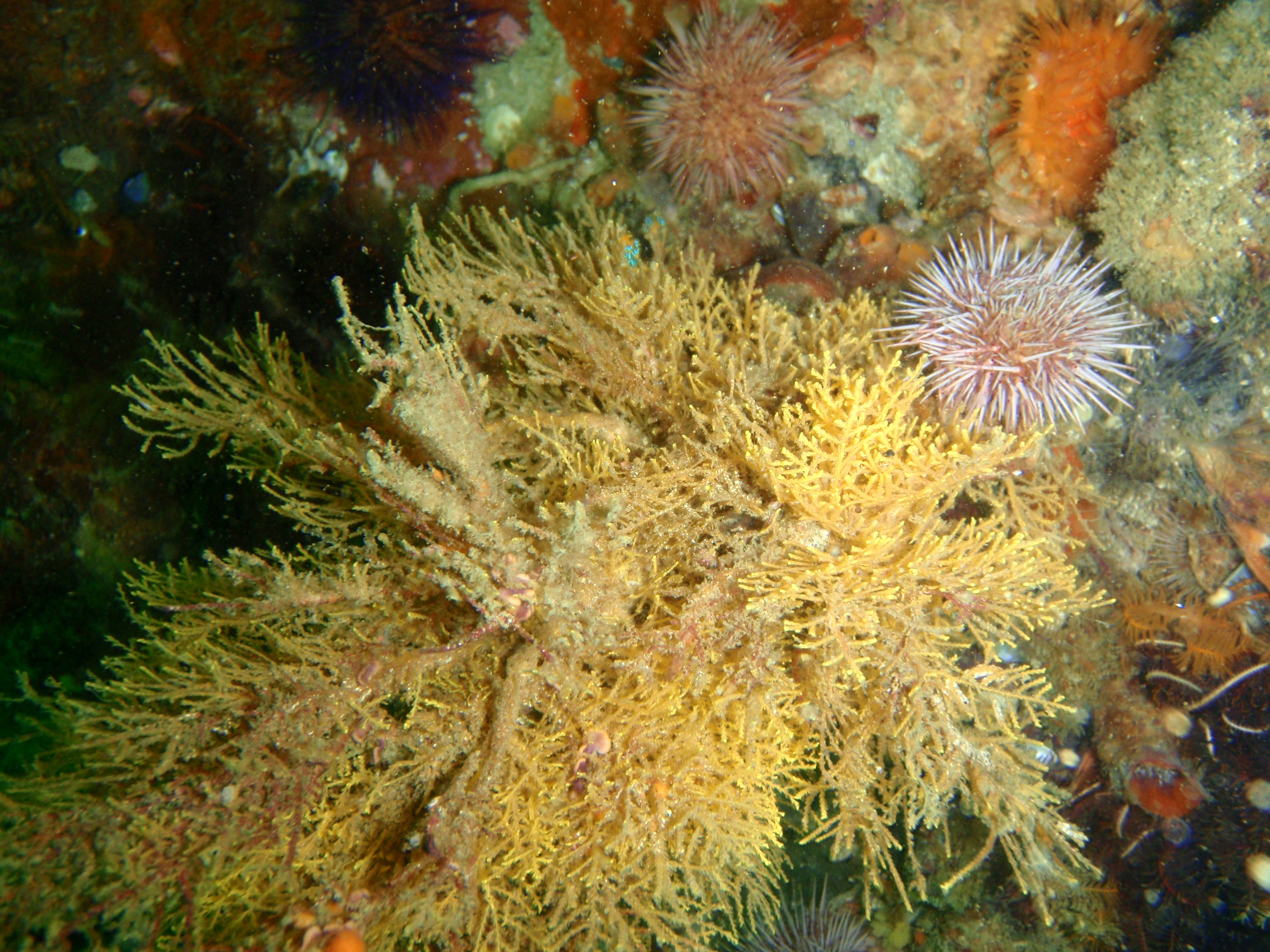
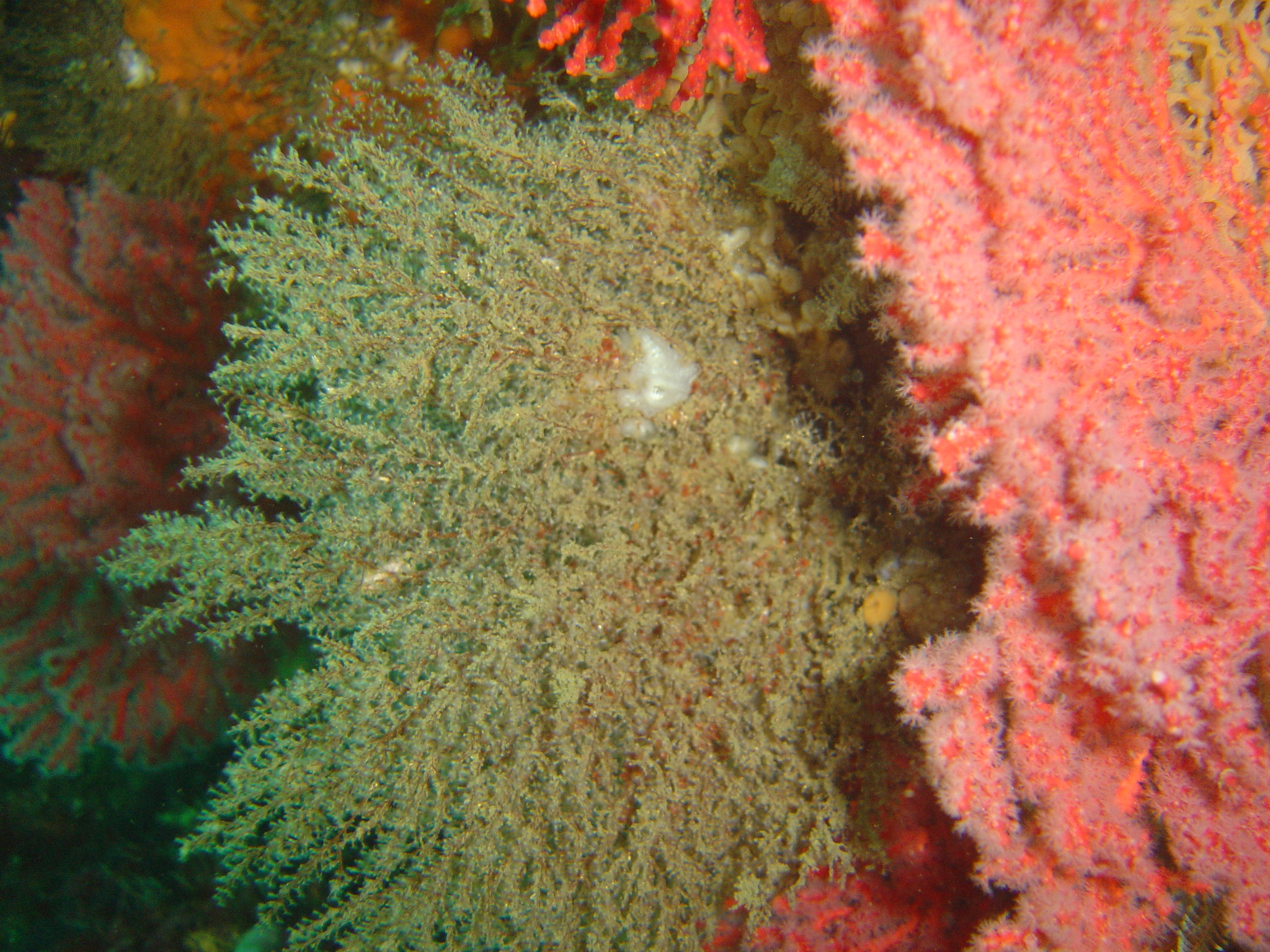
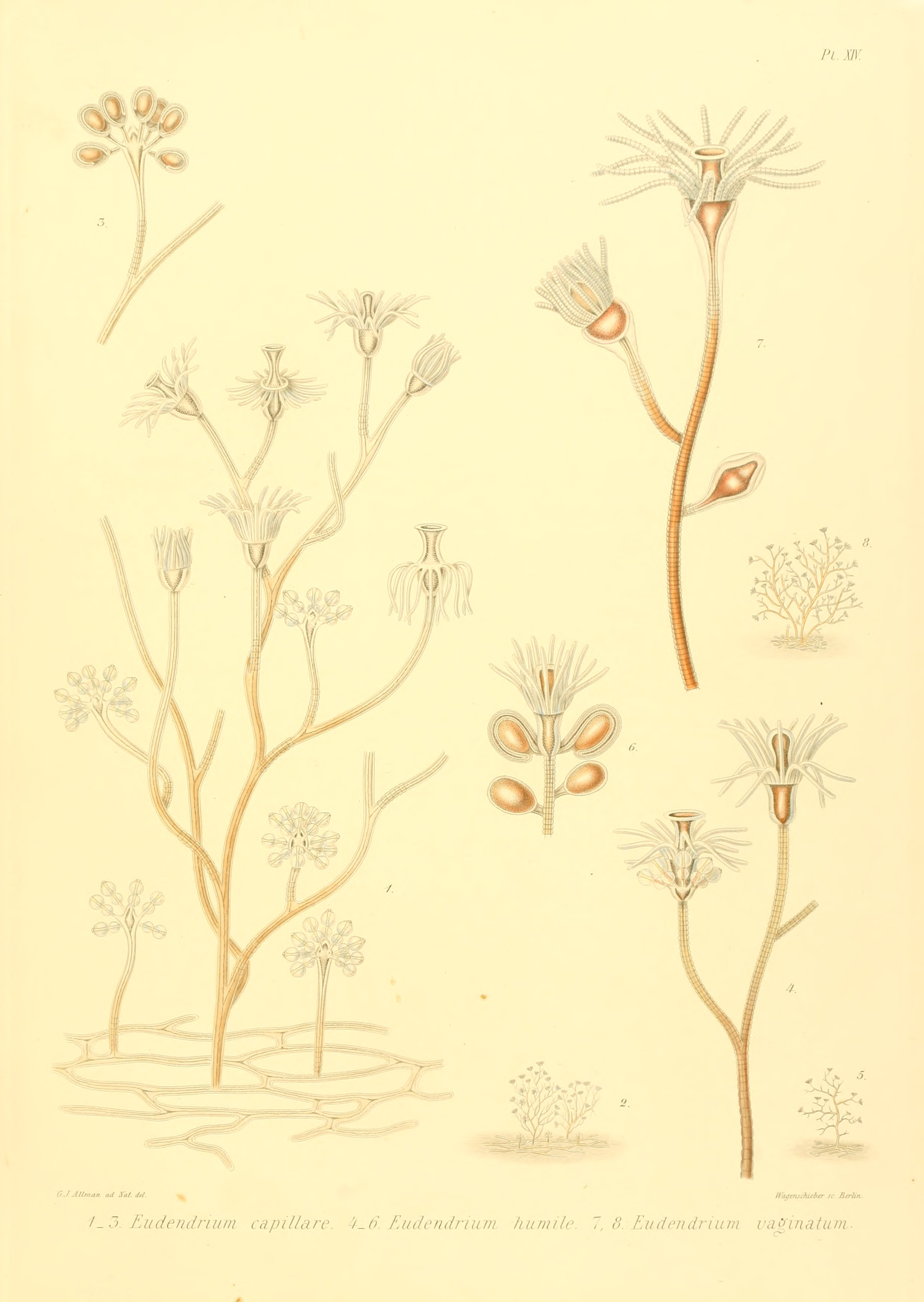
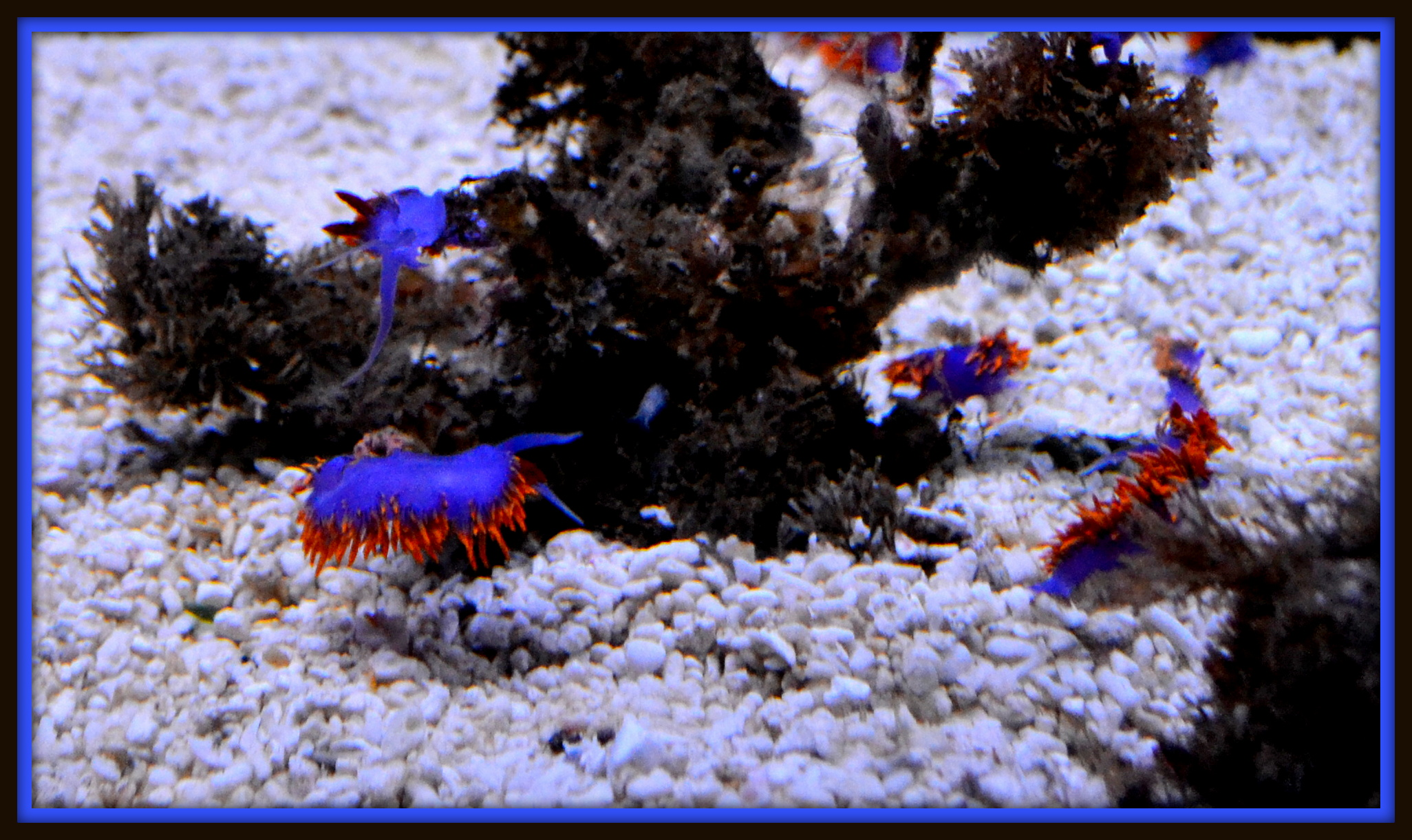
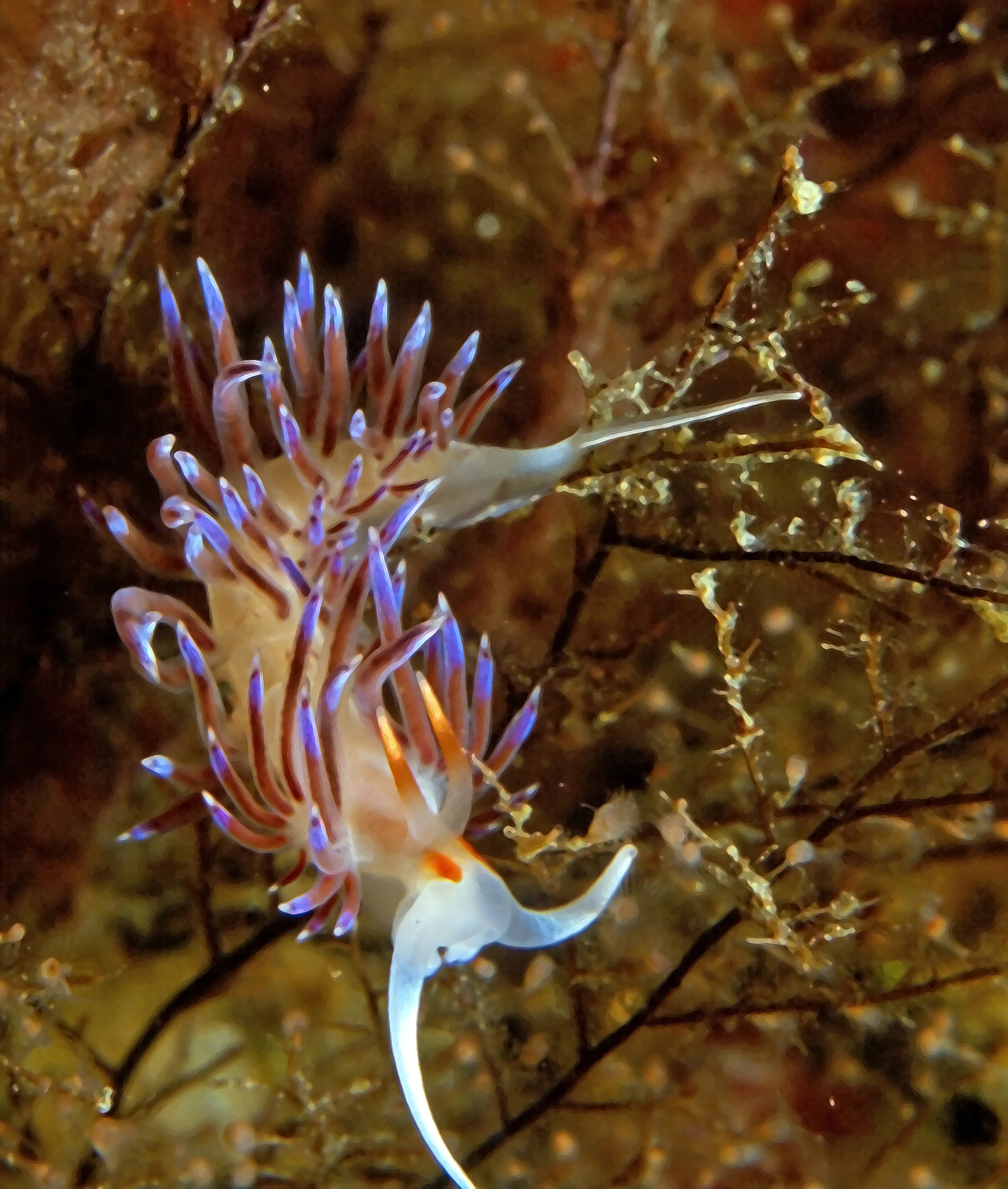
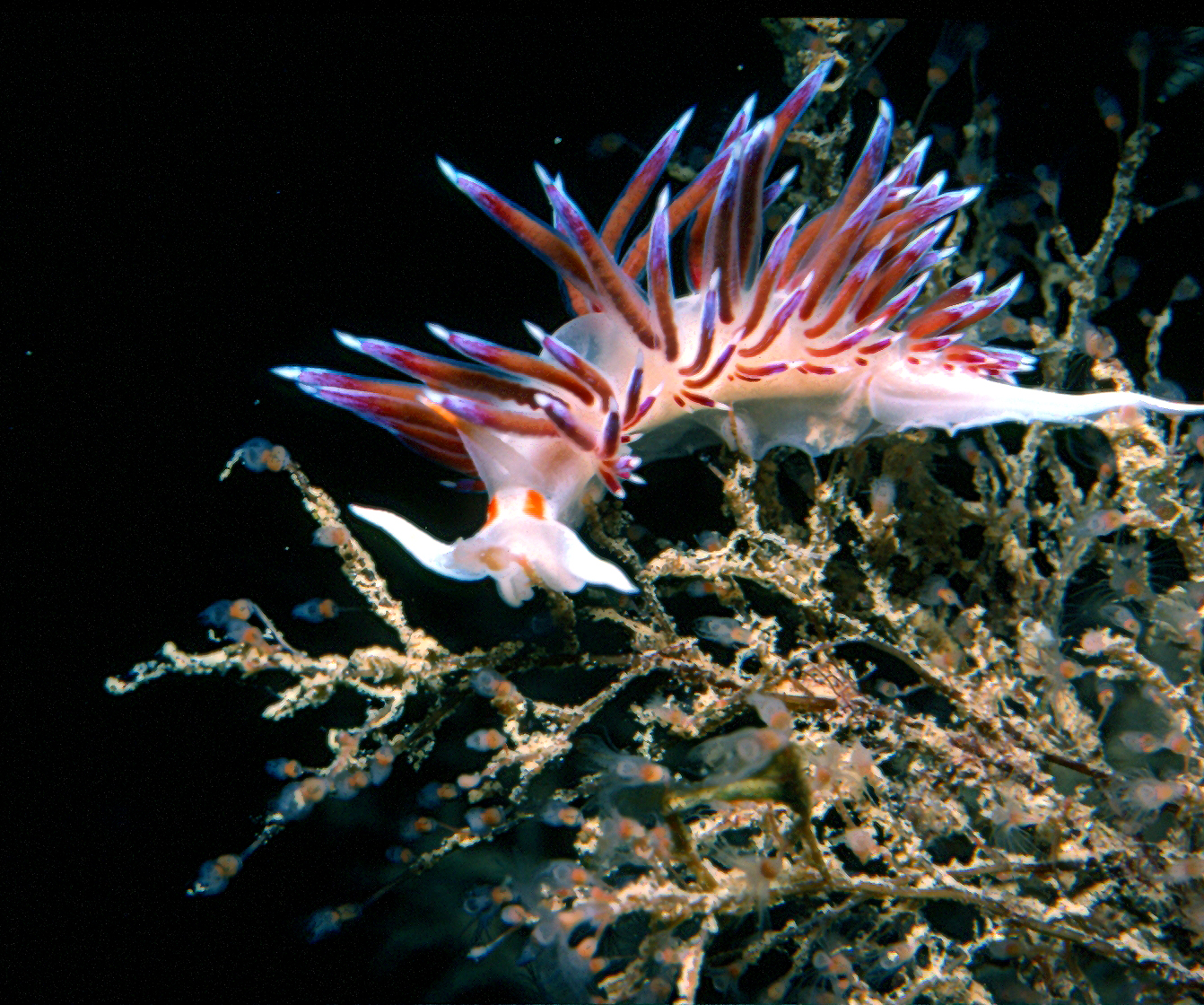

## Dottertaxa tillEudendrium, i alfabetisk ordning[1][2]
- Eudendrium album
- Eudendrium angustum
- Eudendrium annulatum
- Eudendrium antarcticum
- Eudendrium arbuscula
- Eudendrium arbusculum
- Eudendrium armatum
- Eudendrium armstongi
- Eudendrium attenuatum
- Eudendrium aylingae
- Eudendrium balei
- Eudendrium bathyalis
- Eudendrium bermudense
- Eudendrium biseriale
- Eudendrium boreale
- Eudendrium breve
- Eudendrium calceolatum
- Eudendrium californicum
- Eudendrium capillare
- Eudendrium caraiuru
- Eudendrium carneum
- Eudendrium centicaule
- Eudendrium cingulatum
- Eudendrium cnidoferum
- Eudendrium cochleatum
- Eudendrium corrugatum
- Eudendrium currumbense
- Eudendrium cyathiferum
- Eudendrium deciduum
- Eudendrium deforme
- Eudendrium dispar
- Eudendrium distichum
- Eudendrium elsaeoswaldae
- Eudendrium exiguum
- Eudendrium fragile
- Eudendrium generale
- Eudendrium glomeratum
- Eudendrium gracile
- Eudendrium imperiale
- Eudendrium infundibuliforme
- Eudendrium insigne
- Eudendrium irregulare
- Eudendrium islandicum
- Eudendrium jaederholmi
- Eudendrium japonicum
- Eudendrium kirkpatricki
- Eudendrium laxum
- Eudendrium lineale
- Eudendrium macquariensis
- Eudendrium magnificum
- Eudendrium maldivense
- Eudendrium maorianus
- Eudendrium merulum
- Eudendrium minutum
- Eudendrium moulouyensis
- Eudendrium nambuccense
- Eudendrium nodosum
- Eudendrium novazealandiae
- Eudendrium parvum
- Eudendrium pennycuikae
- Eudendrium planum
- Eudendrium pocaruquarum
- Eudendrium racemosum
- Eudendrium rameum
- Eudendrium ramosum
- Eudendrium ritchei
- Eudendrium rugosum
- Eudendrium sagaminum
- Eudendrium scotti
- Eudendrium simplex
- Eudendrium speciosum
- Eudendrium stratum
- Eudendrium teissieri
- Eudendrium tenellum
- Eudendrium terranovae
- Eudendrium tottoni
- Eudendrium vaginatum
- Eudendrium vervoorti